# Доња Подгорја
Доња Подгорја (Доња Подгорија) је насељено мјесто у општини Мркоњић Град, Република Српска, БиХ.

## Географија
Доња Подгорја се налази на надморској висини од 831 метра.

## Култура
У селу се налази храм светог Василија Острошког чудотворца, који је освештан 2005. године.

## Становништво
Према службеном попису становништва из 1991. године, Доња Подгорја је имала 64 становника и сви су били српске националности.
| Националност       | 1991. | 1981. | 1971. | 1961. | 1948.           |
| Срби               | 65    | 125   | 181   | 243   |                 |
| остали и непознато |       |       | 1     |       |                 |
| Укупно             | 65    | 125   | 182   | 243   | 1.769 (општина) |